# 李姓 (越南)
李姓是一個越南語姓氏，它是越南第14常见的姓氏，也是美國第1176常見的姓氏。

## 來源
李姓據稱來源於阮翁仲，他在越南神話故事及《粵甸幽靈集》被記載為李翁仲，此後的《嶺南摭怪》、《大越史記全書》、《欽定越史通鑑綱目》等書都沿用了這種說法。
李賁，又稱李南帝，他在544至548年間統治安南，並建立了前李朝，直到602年被隋朝統一為止。
李公蘊，又稱李大帝，他建立了李朝，該王朝自1009至1225年存續。

## 著名人物
- 李進
- 李聖宗
- 李太宗
- 李佛金
- 李長仁